# لغات تبتية
اللغات التبتية تشكل مجموعة محددة جيدًا من اللغات المنحدرة من التبتية القديمة. ووفقًا لنيكولاس تورنادر، يوجد 50 لغة تبتية، تتفرع إلى أكثر من 200 لهجة، والتي يمكن تجميعها في ثماني لهجات متصلة. يتم التحدث بهذه اللغات التبتية في التبت، ولداخ، وبلتستان، وأكساي تشين، ونيبال، وفي الهند في هيماشال براديش، وأوتاراخاند. تُعد اللغة التبتية الكلاسيكية اللغة الأدبية الرئيسية، وخاصة لاستخدامها في الكتب المقدسة والأدب البوذي التبتي.
يتحدث اللغات التبتية نحو 6 ملايين شخص، وليس جميعهم من التبتيين. ومع الانتشار العالمي للبوذية التبتية، انتشرت اللغة التبتية أيضًا في العالم الغربي ويمكن العثور عليها في العديد من المنشورات البوذية ومواد الصلاة، بينما يتعلم الطلاب الغربيون أيضًا اللغة لترجمة النصوص التبتية. خارج لاسا نفسها، يتحدث لغة لاسا التبتية ما يقرب من 200 ألف تبتي منفيّ انتقلوا من التبت إلى الهند ونيبال ودول أخرى. كما تتحدث بها مجموعات من الأقليات العرقية في التبت، التي عاشت على مقربة من التبتيين لقرون، ولكنها مع ذلك تحتفظ بلغاتها وثقافاتها الخاصة.